# Ilmenau (Fluss)
Die Ilmenau (offizielle Abkürzung: Im) ist ein 86 Kilometer langer, mit dem Quellfluss Stederau 125 Kilometer langer, linker und südlicher Nebenfluss der Elbe im nordöstlichen Niedersachsen (Deutschland). Sie ist mit einer mittleren Wasserführung von rund 18 Kubikmeter pro Sekunde der bei weitem größte Fluss der Lüneburger Heide. Von der Nordwestkante der Brausebrücke an der Abtsmühle in Lüneburg bis zur Mündung in die Elbe bei km 599 ist sie eine Bundeswasserstraße, für die das Wasserstraßen- und Schifffahrtsamt Elbe zuständig ist.

## Name
Die Ilmenau wird im 10. Jahrhundert als inde Elmanam erstmals schriftlich erwähnt. Bei dem Namen handelt es sich um eine n-Ableitung vom altsächsischen Wort elm für 'Ulme'.

## Geografie

### Verlauf
Der Fluss entsteht in der Lüneburger Heide südlich von Uelzen aus den Quellflüssen Gerdau (von Nordwesten kommend, etwas größer) und Stederau (von Süden kommend, etwas länger). Die Ilmenau fließt von Uelzen, wo ihr durch die Wipperau auch Wasser von Osten zufließt, in zumeist nördlicher Richtung über Bad Bevensen, Bienenbüttel und Lüneburg nach Winsen. Dort, in Stöckte, nimmt sie ihren größten Nebenfluss auf, die von Süden kommende Luhe. Bereits davor, westlich von Barum, trifft die Ilmenau mit dem von rechts kommenden Neetze-Kanal zusammen, der im 19. Jahrhundert zwischen Walmsworth bei Rullstorf und St. Dionys gebaut wurde. 300 Meter weiter mündet, ebenfalls von rechts, der Barumer Schöpfwerkskanal ein, eine ehemalige Verbindung der Neetze mit der Ilmenau. Von hier bis gut vier Kilometer vor ihrer Mündung in die Elbe wurde der natürliche Lauf des Flusses durch ein eingedeichtes künstliches Gewässerbett ersetzt. Dieser 11,6 Kilometer lange Seitenkanal, der „Ilmenaukanal“, verkürzt den Schifffahrtsweg um sechs Kilometer. Gleichzeitig wurde in Laßrönne ein Schöpfwerk gebaut. Vorher floss die Ilmenau wild durch dieses Tal. Bei Tönnhausen ist das Bett der Alten Ilmenau noch erhalten. Bei Hoopte, dem im äußersten Nordwesten gelegenen Ortsteil von Winsen (Luhe), mündet die Ilmenau von Süden in die von Osten heranfließende Elbe. An der Ilmenaumündung wurde 1974 zum Schutz vor Sturmfluten das Ilmenausperrwerk in Betrieb genommen.

## Umwelt

### Gewässergüte
Die Gewässergüte wird vom NLWKN überwacht, der den Quellfluss Stederau in zwei (WK 28049, 28046) und die Ilmenau in drei Wasserkörper (WK 28061, 28013, 28012) gegliedert hat. Zu jedem Wasserkörper ist ein Datenblatt verfügbar, in dem die strukturelle, chemische und biologische Beschaffenheit bewertet wird.
Von ihrem Quellgebiet bis nach Lüneburg hat die Ilmenau die Gewässergüte II: mäßig belastet (betamesosaprob). Die chemische Beschaffenheit wird wegen vorgefundenem Quecksilber als „schlecht“ bewertet, was sich auch für den Unterlauf fortsetzt. Das ökologische Potential wird mit „mäßig“ betitelt. Nördlich von Lüneburg bis zur Mündung in die Elbe ist die Gewässergüte II–III: kritisch belastet (beta- bis alphamesosaprob).

### Naturschutz
Entlang der Ilmenau sind die Naturschutzgebiete Lüneburger Ilmenauniederung mit Tiergarten innerhalb des FFH-Gebietes „Ilmenau mit Nebenbächen“ und die Ilmenau-Luhe-Niederung
ausgewiesen.

## Verkehrswege
Die Ilmenau ist von Lüneburg (km 0,00) flussabwärts auf 28,84 km Länge schiffbar und als Binnenschifffahrtsstraße klassifiziert: km 0,00 bis Unterwasser Schleuse Fahrenholz Klasse I, von dort bis zur Mündung Klasse III. Auf der Strecke von Lüneburg bis Hoopte sind drei Schleusen (bei Bardowick (km 5,65), Wittorf (km 12,35) und Fahrenholz (km 17,70)) zu passieren. 

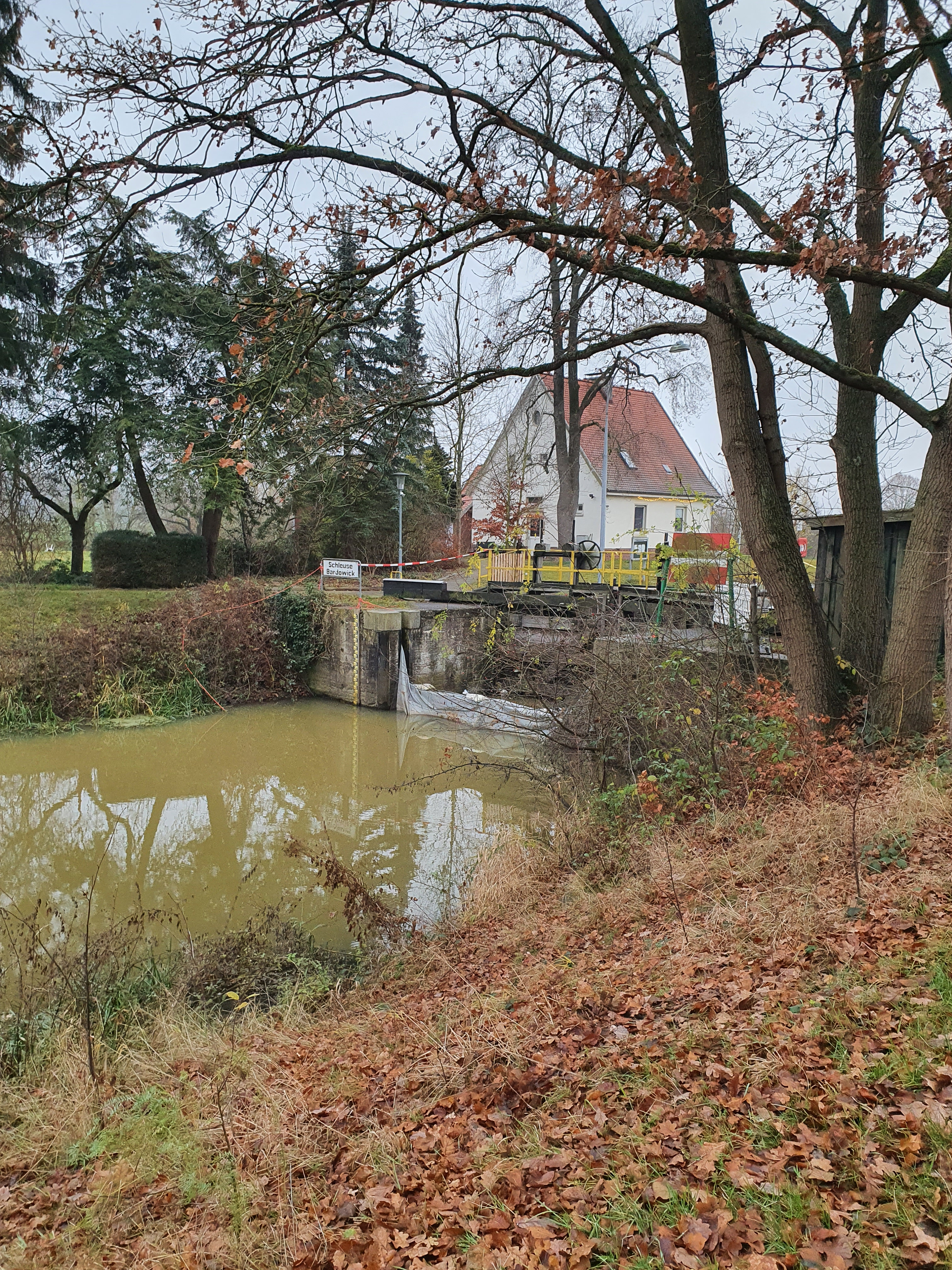
Bardowick, Nadelwehr & Schleuse
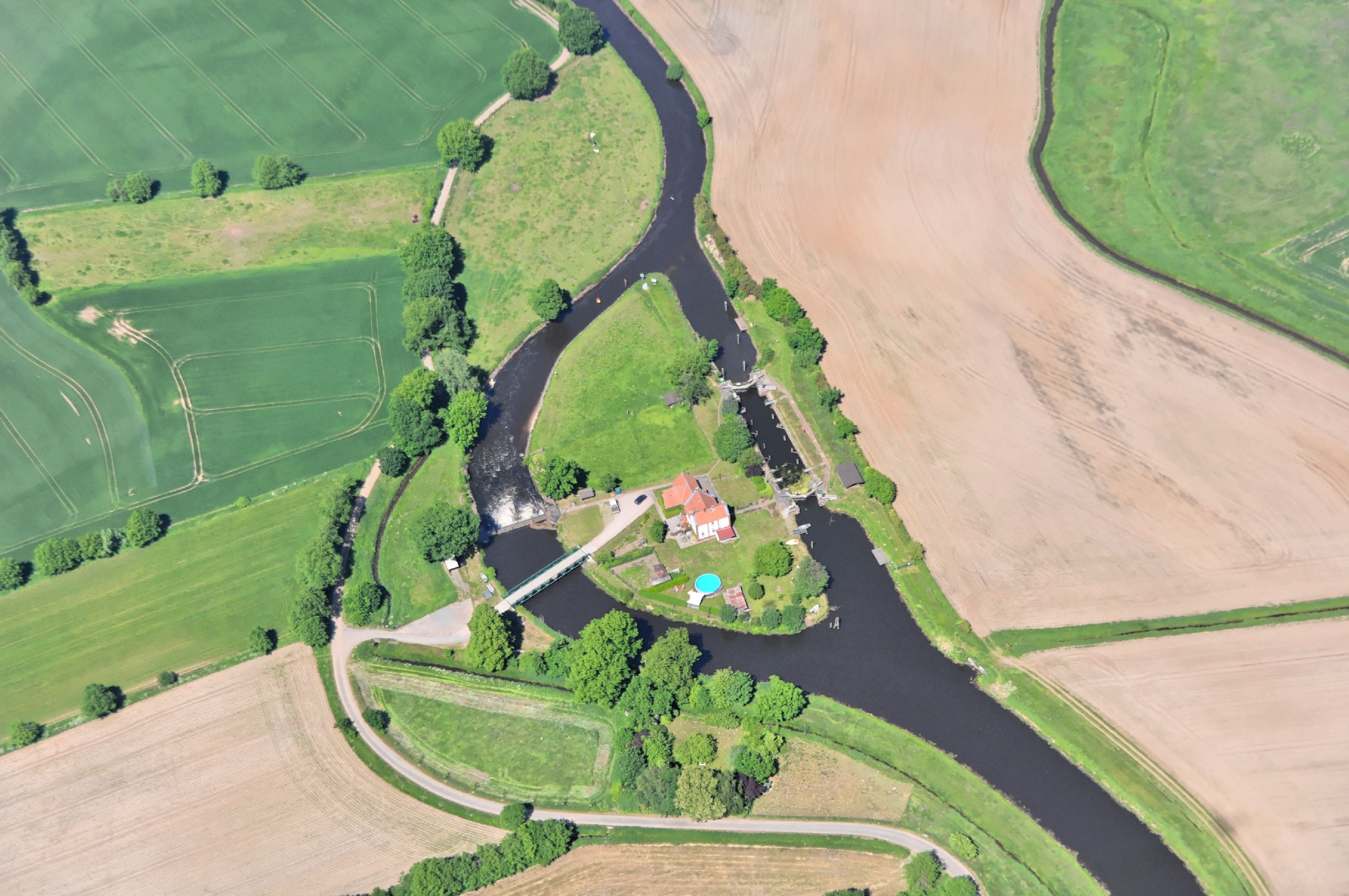
Wittorf, Nadelwehr & Schleuse
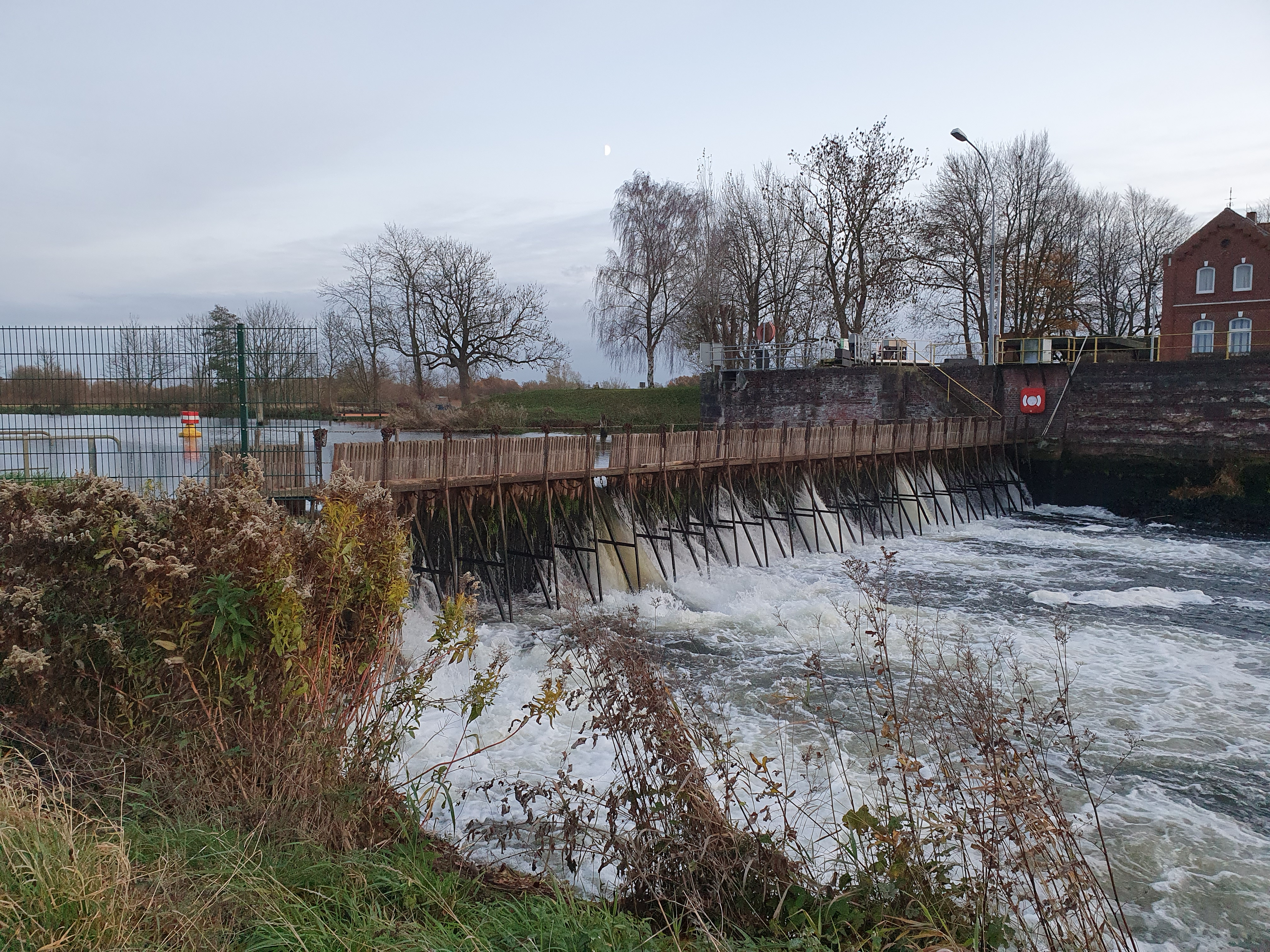
Fahrenholz, Nadelwehr & Schleuse

Die Schleusen Wittorf und Fahrenholz sind jeweils 45 Meter lang und 6,5 Meter breit. Die Schleuse Bardowick hat eine nutzbare Länge von 42,9 Meter und eine Kammerbreite von 6,5 Meter. Das Unterwasser der Schleuse Fahrenholz liegt bereits im Tidebereich der Elbe. Die Abladetiefe beträgt 0,9 Meter, die Brückendurchfahrtshöhe am Ilmenau-Sperrwerk beträgt 7,20 Meter über dem mittleren Tidewasserstand. Die verkehrstechnische Bedeutung der Ilmenau ist heute gering. Früher stellte sie die Verbindung zum Stöckter Hafen als Schutzhafen für Binnenschiffer und Umschlagshafen her, über den zum Beispiel eine holzverarbeitende Fabrik in Winsen (Luhe) auf dem Wasserweg beliefert wurde. Auch ein früher von Lüneburg flussauf- und flussabwärts verkehrendes Ausflugsboot hat seine Fahrten eingestellt.

## Geschichte
Der alte Verlauf bis Ende des 19. Jh.

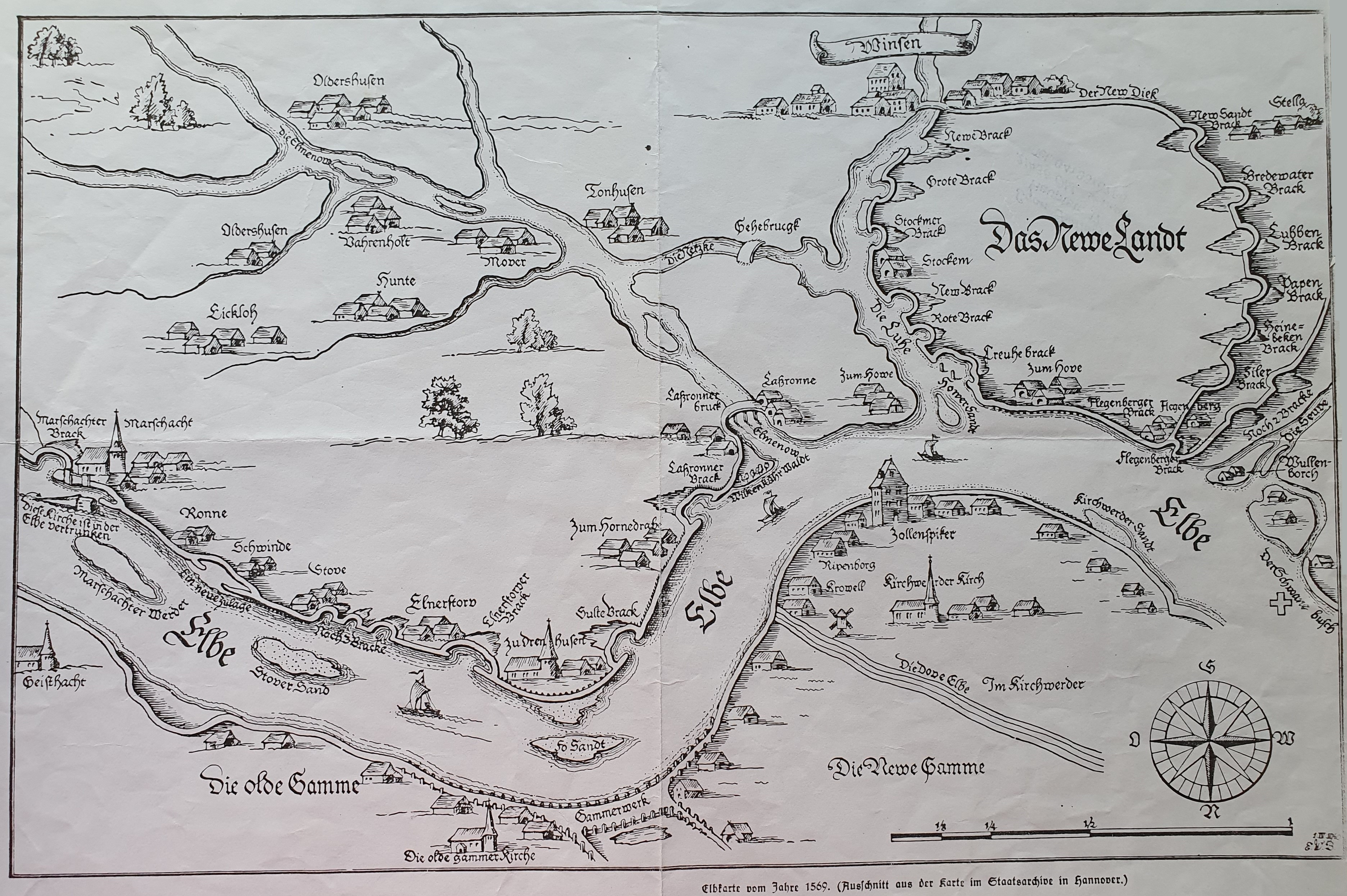
Elbkarte 1569

Die alte Ilmenau (1569 Elmenow) floss von Lüneburg nach Norden über Bardowick und Wittorf bis Horburg (1569 Dreckharburg) nahm hier von rechts das Wasser der Neetze auf. Dann wendete sie sich nach Westen, floss durch Oldershausen (1569 Oldershusen), nahm südlich von Fahrenholz (1569 Vahrenholt) von links das Wasser der Roddau auf, durchfloss Mover und Tönnhausen (1569 Tonhusen), vereinte sich über eine Querverbindung der Netzke mit der von links kommenden Luhe und mündete bei Laßrönne (1569 Laßronne) in die Elbe.
14. Jh.: Einsetzen der Schifffahrt
Die Ilmenau war zwischen Lüneburg und der Elbe ein Haupttransportweg der Schifffahrt. Von Lüneburg kamen hauptsächlich Salz, Kalk, Zement und Eisenwaren, von Bardowick und den Ortschaften unterhalb Gemüse, Kartoffeln, Heu, Stroh und Stalldünger. Ilmenau aufwärts wurden unter anderem Fische, Korn, Torf und Textilien transportiert. Der Transport erfolgte mit kleinen Ewern und Kähnen (Böterschiffen). Diese wurden stromaufwärts von Männern (Treggern) gezogen. Die Tregger warteten in der Gegend von Tönnhausen auf ankommende Schiffe. Ihre Ausrüstung bestand aus einem Lederriemen (Sälen) über der Schulter, einem Knüppel in der Hand und Brotbeutel (Holster) und Trinkflasche an der Seite. Von der Mündung bis Horburg konnten zwei bis drei Mann ein Schiff ziehen, da die Steigung hier nur etwa sechs Fuß betrug. Von Horburg bis Lüneburg waren aber sechs Männer erforderlich; hier betrug die Steigung 15 Fuß. Die Ilmenau hatte sehr viele Krümmungen, und von Lüneburg ist versucht worden, diese zu beseitigen, also die Ilmenau zu begradigen. Dies hätte aber den Nachteil gehabt, dass das Wasser zu schnell ablaufen und am Oberlauf nicht mehr genügend Wassertiefe für die Schifffahrt vorhanden gewesen wäre.
Es gab Streitigkeiten zwischen Hamburg und Lüneburg, die Abdammung der Doven Elbe in Vierlanden hatte für die Lüneburger Seite viel Schaden gebracht. Im Jahr 1792 wurde in einem Gutachten von Hamburger Sachverständigen über eine Verlegung des Laufes der Ilmenau weiter Richtung Seeve und eine Zudammung der bisherigen Mündung folgende bestätigt. „Sowohl bei Sturmfluten als auch bei hohem Oberwasser trat ein Teil des Wassers in die Ilmenau Niederung ein, wodurch eine Entlastung der Deiche erfolgte.“

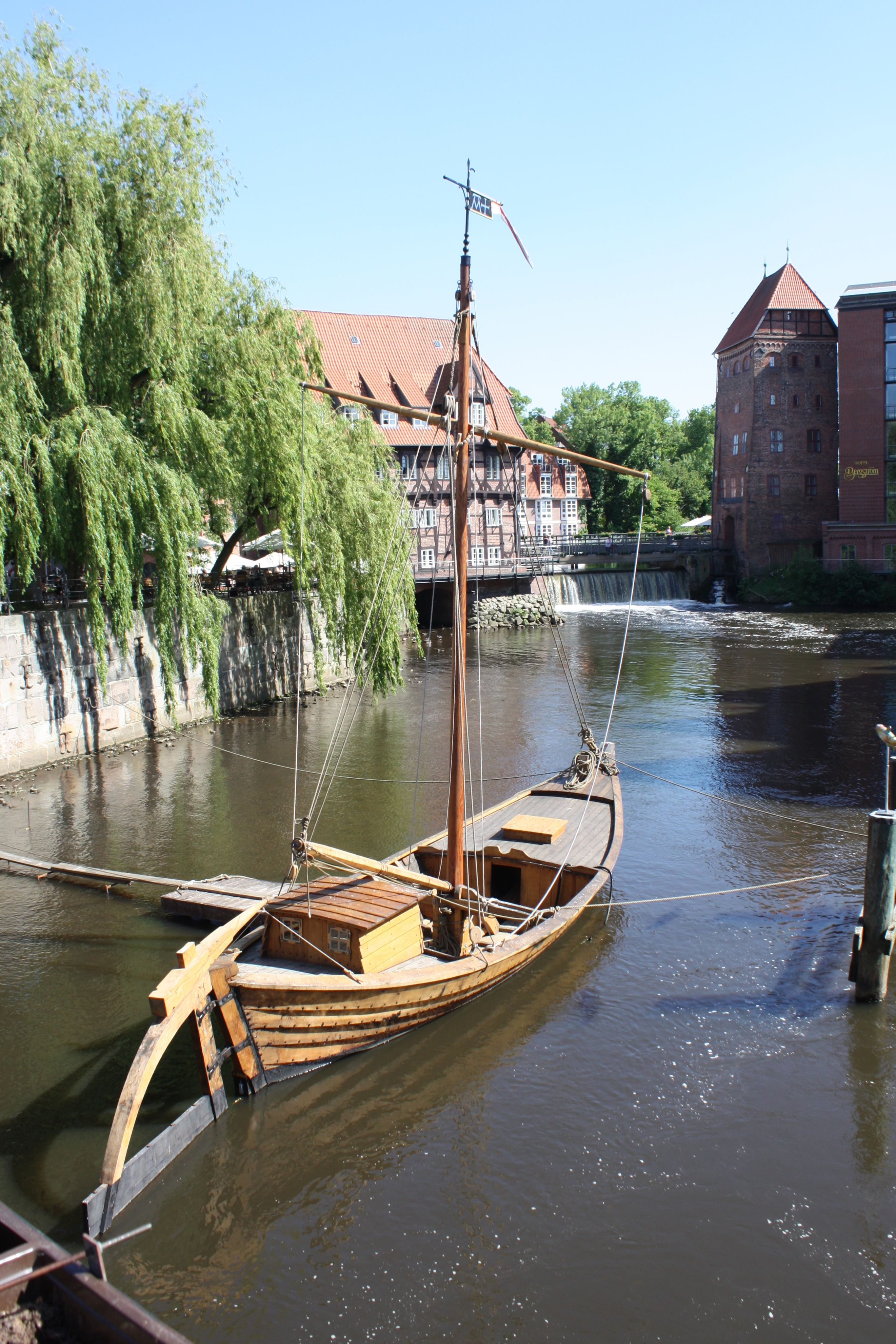
Nachbau eines Ilmenau-Ewers in Lüneburg
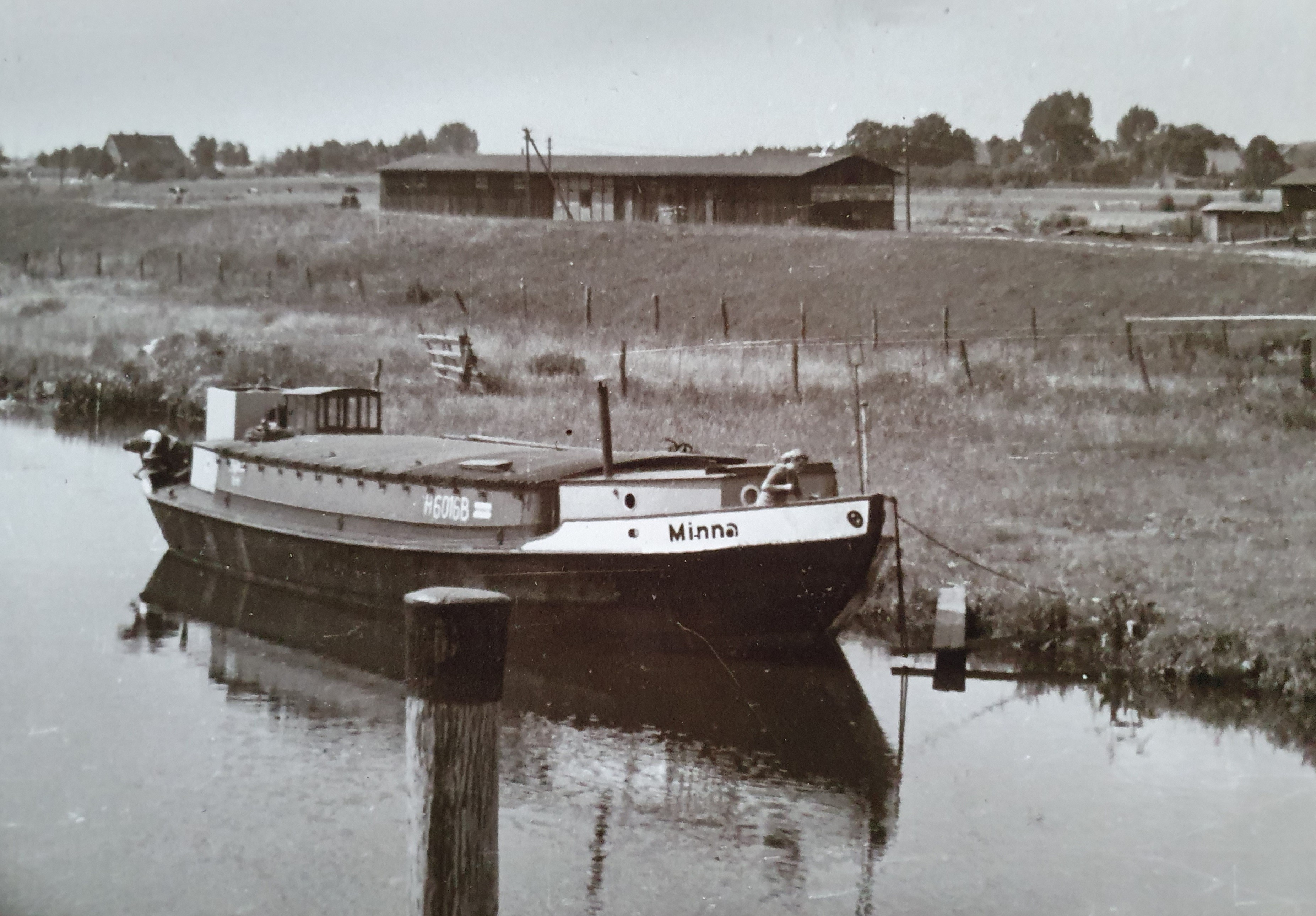
Oldershausen, Kartoffelschiff Minna
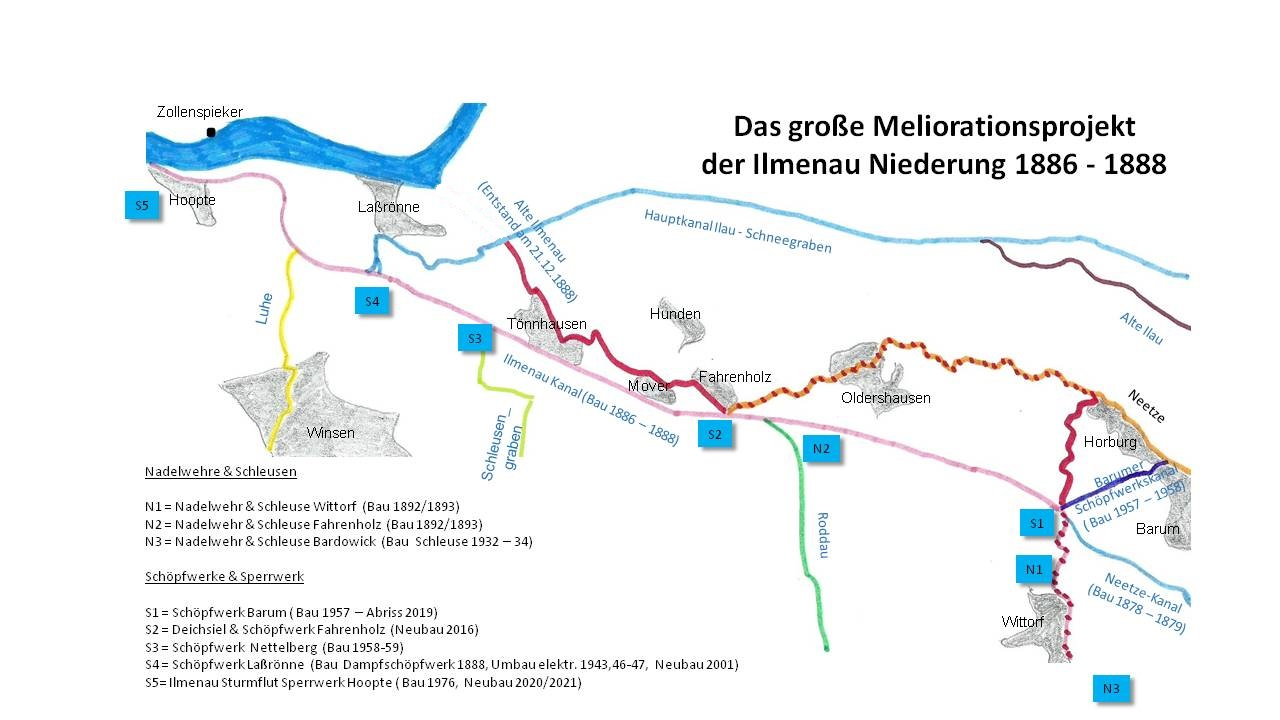
Meliorationsprojekt der Ilmenau Niederung

Eine große Änderung in der Schifffahrt auf der Ilmenau zwischen Lüneburg und der Elbe trat ein, als nach der Neujahrsflut von 1855 im Jahre 1886 „Das große Meliorationsprojekt“ des Baurates Heß genehmigt wurde, das bezwecken sollte, dass das vom Oberlauf der Ilmenau heranführende Winterwasser, wenn die Elbe auch Hochwasser führte, sich nicht über die Felder der Winsener Marsch ausbreitete. Es wurde ein Kanal von Wittorf bis zu der Mündung der Luhe (de Zollenspieker umgehend) gebaut und die Marsch durch einen hochwasserfreien Deich, den Winterdeich, abgesichert. Am 2. Oktober 1886 wurde bei Tönnhausen der erste Spatenstich zum Bau des Ilmenaukanals gemacht. Von Wittorf nach Lüneburg wurde der alte Lauf benutzt. Der neue Weg war für die Schifffahrt sechs Kilometer kürzer und auch mit größeren Schiffen befahrbar. Am 21. Dezember 1888 wurde bei Fahrenholz die alte Ilmenau in den Ilmenaukanal umgeleitet. Der erste Bauabschnitt (S2–S4) des Kanals war fertig. Der zweite Bauabschnitt (S1–S2) sollte bis zum 20. Mai 1889 der Schifffahrt übergeben werden.

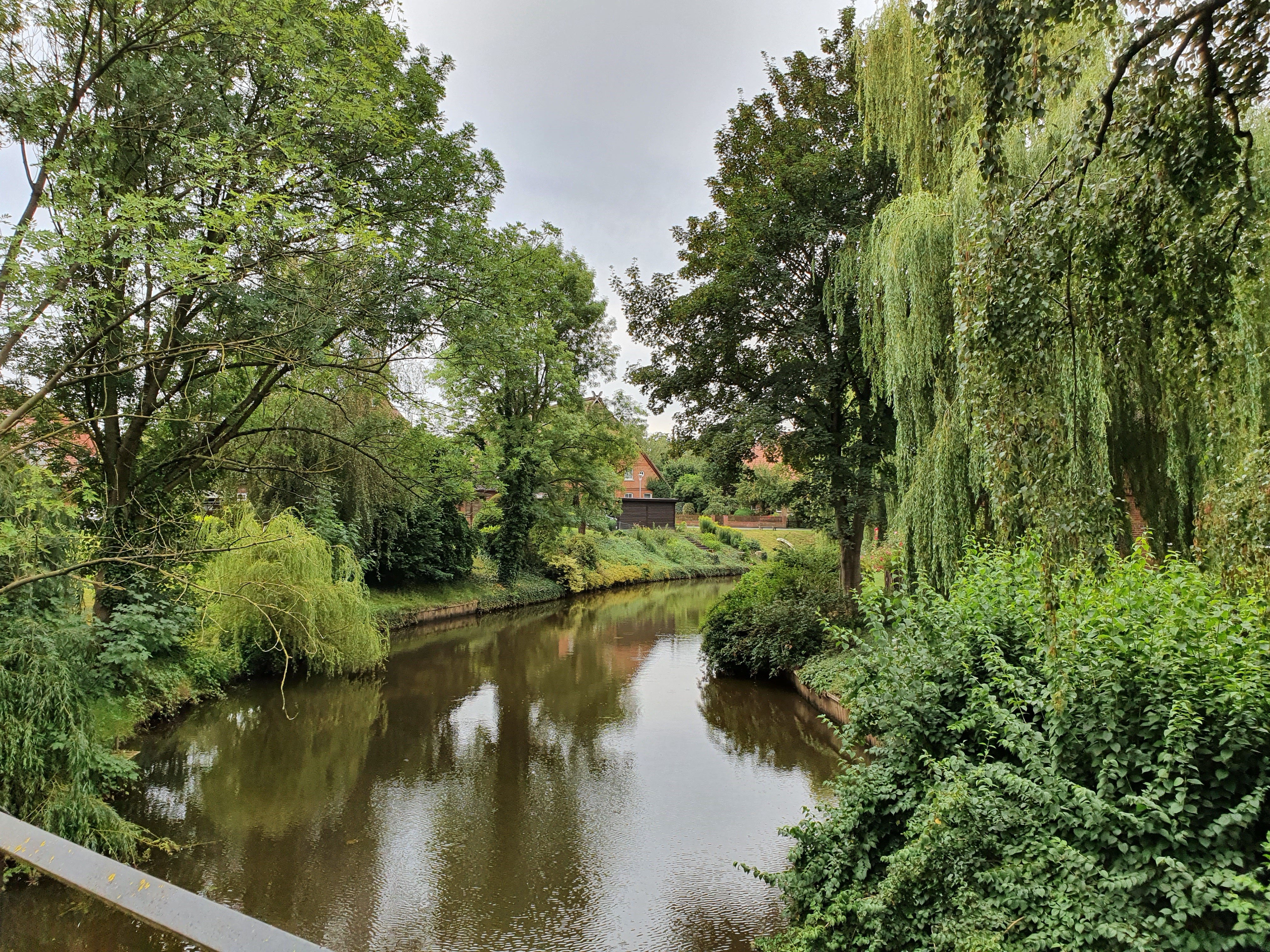
Die Neetze im alten Flusslauf der Ilmenau in Oldershausen

Das Bett der alten Ilmenau führte ab Horburg nun nur noch das Wasser der Neetze. Zwischen Fahrenholz und Tönnhausen wuchs die alte Ilmenau mit der Zeit zu, wobei aktuelle Reaktivierungspläne des historischen Flussverlaufs durch die Stiftung Lebensraum Elbe diskutiert werden.

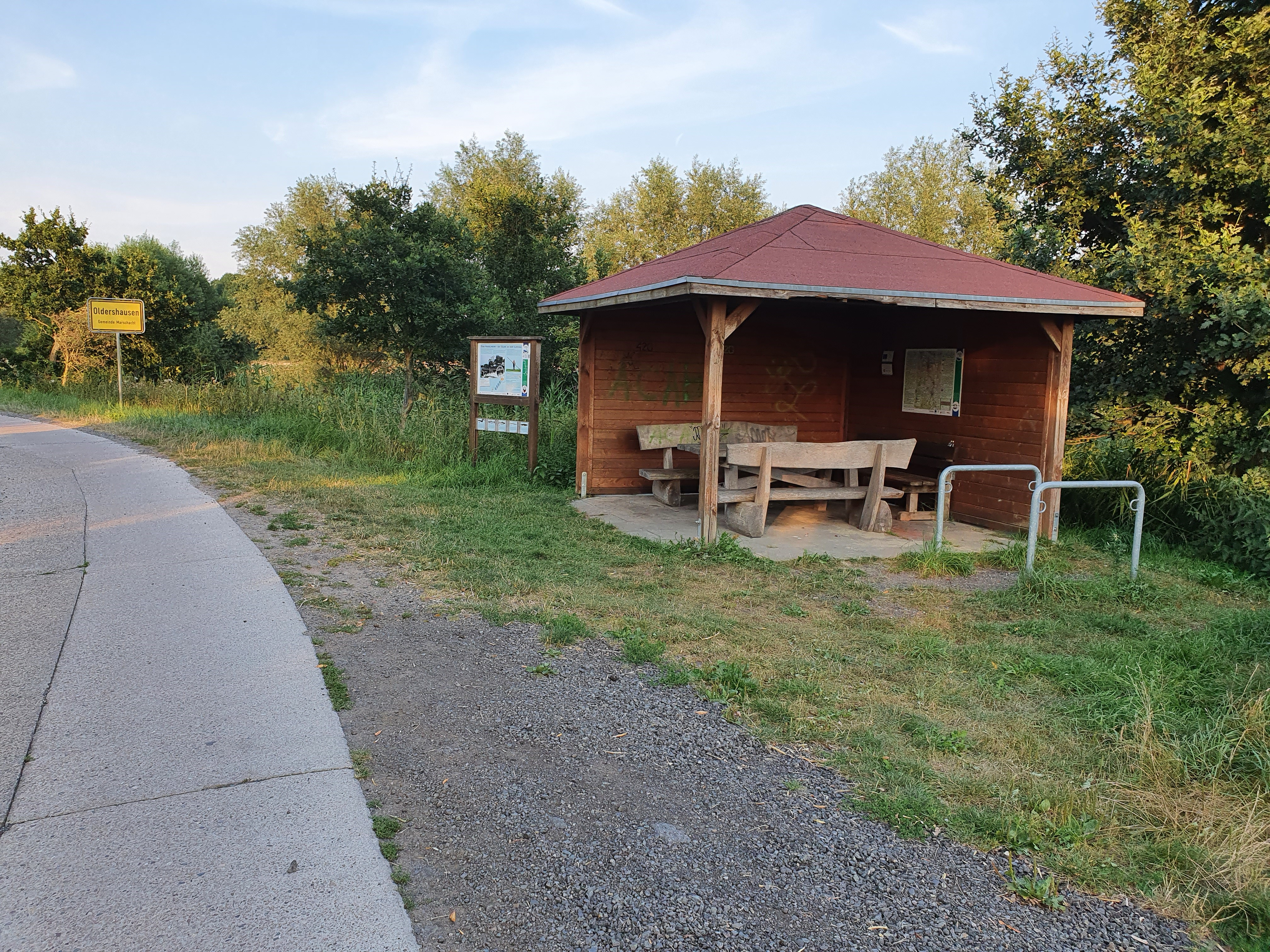
Schutzhütte Ilmenauradweg in Oldershausen

## Radsport
Am 14. August 2009 wurde der Ilmenauradweg eröffnet. Er führt von Bad Bodenteich oder für geübtere Radfahrer alternativ vom Museumsdorf Hösseringen auf einer Strecke von 120 km bis nach Hoopte an der Elbe.

## Wassersport
Im Abschnitt zwischen Uelzen und Lüneburg bietet die Ilmenau eine zügige Strömung mit nur einem Wehr unterhalb von Bad Bevensen. Sie wird daher oft für Wanderfahrten mit dem Kanu genutzt. In Melbeck gibt es nahe dem Ortskern eine Kanustation samt Kanu-Safe und Wohnmobil-Stellplatz mit angeschlossener Zeltmöglichkeit. In Fahrenholz und auch in Lüneburg gibt es einen Kanuverleih und den Ruderclub Wiking.

## Kultur
In Bienenbüttel wurde im Rahmen des Projektes „Kunstraum Ilmenau“ entlang der Ilmenau der zwölfteilige Skulpturenpfad erstellt.